# Ouèssè
Ouèssè es una comuna beninesa perteneciente al departamento de Collines.
En 2013 tenía 142 017 habitantes, de los cuales 15 658 vivían en el arrondissement de Ouèssè.
Se ubica en la esquina nororiental del departamento. Su territorio es fronterizo con los estados nigerianos de Kwara y Oyo.

## Subdivisiones
Comprende los siguientes arrondissements:
- Challa-Ogoi
- Djègbè
- Gbanlin
- Kèmon
- Kilibo
- Laminou
- Odougba
- Ouèssè
- Toui